# Poziom iluwialny
Poziom iluwialny (poziom wmywania) – poziom glebowy, w którym odbywa się strącanie związków mineralnych, wyługowanych  z wyżejległej warstwy gleby zwanej poziomem  eluwialnym przez przesączające się przez glebę wody, zazwyczaj deszczowe. Następuje tutaj osadzanie związków próchniczych, związków żelaza, glinu, magnezu, wapnia i minerałów ilastych. Dzieje się to w wyniku zaburzenia równowagi roztworów przez redukujące działanie organizmów anaerobowych. 
Poziom iluwialny ma zabarwienie rdzawe lub płowe, występuje głównie w glebach bielicowych (poniżej poziomu eluwialnego) i płowych (klimat umiarkowany). Poziom iluwialny w postaci twardej i zwartej warstwy gleby nosi nazwę orsztynu lub rudawca. 